# A Verdade
@Verdade, o A Verdade o simplement Verdade, és un setmanari moçambiquès en portuguès. El diari originalment tenia la seva seu a Maputo, però en 2014 va traslladar la seu a Nampula. Es diu que A Verdade és el diari més llegit de Moçambic. Fou fundat en 2008 per Erik Charas. Adérito Caldeira és l'actual director del periòdic.
El diari és conegut sobretot pel seu periodisme ciutadà: la redacció accepta publicar notícies i observacions fetes pels ciutadans.

## Continguts
El periòdic és conegut com a crític al govern nacional moçambiquès, tot i que el seu fundador, Erik Charas, considerava que la publicació era apolítica i simplement un periòdic amb els afers dels ciutadans. Una característica especial del periòdic, que té un tiratge de 25.000 a la setmana i segons estimacions pròpies uns 400.000 lectors, és el fet de la seva distribució és gratuïta. A més, la redacció inclou els lectors que poden enviar notícies i comentaris fets per qualsevol manera de comunicació (WhatsApp, SMS, Twitter, Facebook) i els publica a internet i a l'exemplar següent ("Cidadão repórter"). Segons Charas el 35 % de les notícies publicades pel setmanari són basades en observacions dels Cidadãos repórter.
A més de la característica del Cidadão repórter, el setmanari també té una secció de consells sexuals (Pergunte a Tina). La secció és una de les populars del diari i fa un fort èmfasi en prevenir malalties venèries, recordant que més de l'11% de la població de Moçambic pateix de VIH.
Una altra secció del diari són els anomenats "Xiconhoca". El diari hi nomena els personatges de la vida pública, com polítics o empresaris, i critica les seves accions i comportaments. Els lectors poden triar al setmanari el Xiconhoca da semana. La paraula Xiconhoca fou creada per la propaganda del FRELIMO durant la guerra colonial portuguesa i és sinònim d'“enemic del poble”.
Com el setmanari és gratuït, és finançat sobretot per publicitat. A més d'això, té una oferta online en portuguès i anglès. El setmanari és distribuït setmanalment a la porta de l'escriptori de la redacció i pels motoristes de les Txopelas (nom de tuk-tuk a Moçambic).

## Història
A Verdade fou fundat l'agost de 2008 per iniciativa d'Erik Charas. La primera cobertura electoral fou a les eleccions generals de 2009. Segon un estudi dels autores Jenny C. Aker, Paul Collier i Pedro C. Vicente la simple distribució del setmanari augmentà la participació en les eleccions en un deu per cent.
La redacció té diverses seccions, entre altres des de 2011 amb xarxa de bloguers Global Voices, des de 2013 amb el servei alemany de radiodifusió internacional Deutsche Welle (amb la redacció que produeix el programa en portuguès) i amb el servei estatunidenc de radiodifusió internacional Veu d'Amèrica.
L'any 2014 la redacció decidí traslladar-se de Maputo cap a Nampula, on ja hi tenia unes oficines des de 2010. El redactor en cap del setmanari, Adérito Caldeira, justificà la mudança per sentir més necessitat d'informació al nord de Moçambic i que ja hi havia prou setmanaris a la capital. A més d'això la redacció va decidir no cobrir les eleccions generals de 2014 por falta de finançament.

## Distincions
En 2012 la publicació va rebre l'"African Media Prize Expo 2015" per la seva influència important en la societat civil moçambiqeusa.